# Krokieren
Das Krokieren (von franz. "croquiere") hat je nach Land eine leicht unterschiedliche Bedeutung.

## Deutschland
In Deutschland bezeichnet es einen Arbeitsgang bei der Aufnahme topografischer Karten, bei dem bereits (beispielsweise durch Luftbildauswertung gewonnene) Messpunkte, kartierte Linien, Flächen usw. auf dem Kartenblatt vorhanden sind und weitere Details in Betrachtung und unter Begehung des Geländes weiter verfeinert, verdichtet, durch Abschreiten, Fluchten, Einbinden und andere einfache geodätische Messverfahren ergänzt werden. Die Absicht ist dabei, auch grobe Mess- und Kartierfehler aufzudecken und (je nach Qualität) zu berichtigen. Verwandt ist das Krokieren mit dem Feldvergleich, der Ergänzungsmessung und der Nachtragsmessung.

## Österreich
In Österreich bezeichnet man den Arbeitsgang als Kroquieren und das Ergebnis als Kroquis.

## Schweiz
In der Schweiz versteht man darunter das Anfertigen von Geländeskizzen oder Krokis aller Art.